# タヴィリアーノ
タヴィリアーノ（伊: Tavigliano）は、イタリア共和国ピエモンテ州ビエッラ県にある、人口約900人の基礎自治体（コムーネ）。

## 地理

### 位置・広がり
| 隣接するコムーネは以下の通り。括弧内のVCはヴェルチェッリ県所属を示す。 - アンドルノ・ミッカ - ビオーリオ - カッラビアーナ - ペッティネンゴ - ピエディカヴァッロ - ラッサ (VC) - サリアーノ・ミッカ - ヴェーリオ |